# USS Atlanta (CL-104)
O USS Atlanta foi um cruzador rápido operado pela Marinha dos Estados Unidos e a vigésima sexta embarcação da Classe Cleveland. Sua construção começou em janeiro de 1943 nos estaleiros da New York Shipbuilding Corporation e foi lançado ao mar em fevereiro de 1944, sendo comissionado na frota norte-americana em dezembro do mesmo ano. Era armado com uma bateria principal de doze canhões de 152 milímetros montados em quatro torres de artilharia triplas, tinha um deslocamento de mais de catorze mil toneladas e alcançava uma velocidade máxima de 32 nós.
O Atlanta entrou em serviço no final da Segunda Guerra Mundial e foi encarregado da escolta de porta-aviões, porém as únicas operações ofensivas das quais participou antes do fim do conflito foram uma série de bombardeios litorâneos do arquipélago japonês. O navio participou de alguns exercícios de treinamento no pós-guerra até ser descomissionado em julho de 1949. Ele  foi convertido na década de 1960 em um navio de testes para tecnologias de mísseis guiados, sendo usado em vários experimentos em 1965. Depois disso foi afundado como alvo de tiro em outubro de 1970.

## Características

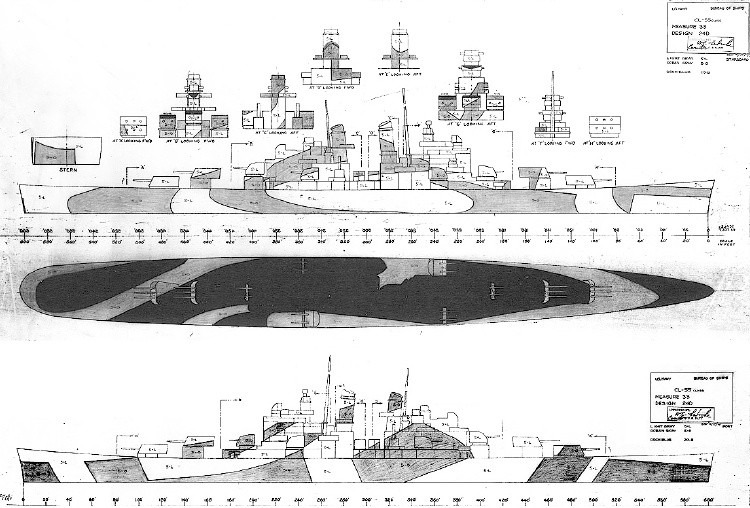
Desenho da Classe Cleveland

O projeto dos cruzadores rápidos da Classe Cleveland começou a ser desenvolvido no final da década de 1930. O deslocamento de navios do tipo na época ficava limitado a 8,1 mil toneladas pelos termos do Segundo Tratado Naval de Londres de 1930. Entretanto, após o início da Segunda Guerra Mundial em setembro de 1939, o Reino Unido anunciou que iria suspender o tratado pela duração do conflito, uma decisão rapidamente seguida pelos Estados Unidos. Este, apesar de ainda neutro, reconheceu que sua entrada na guerra era provável e que a necessidade urgente de mais navios impedia um projeto totalmente novo, assim a Classe Cleveland teve seu projeto muito baseado na predecessora Classe Brooklyn. A principal diferença foi a remoção de uma torre de artilharia tripla de armas de 152 milímetros em favor de uma torre dupla de 127 milímetros.
O Atlanta tinha 185,95 metros de comprimento de fora a fora, uma boca de 20,22 metros e uma calado de 7,47 metros. Seu deslocamento padrão era de 11 932 toneladas, enquanto o deslocamento carregado chegava a 14 358 toneladas. Seu sistema de propulsão era composto por quatro caldeiras Babcock & Wilcox que queimavam óleo combustível proporcionando o vapor para quatro conjuntos de turbinas a vapor General Electric, cada uma girando uma hélice. A potência indicada era de 102 mil cavalos-vapor (75 mil quilowatts), suficiente para levar o navio a uma velocidade máxima de 32,5 nós (60,2 quilômetros por hora). Sua tripulação era composta por 1 285 oficiais e marinheiros.
Sua bateria principal tinha doze canhões Marco 16 calibre 47 de 152 milímetros em quatro torres de artilharia triplas na linha central, duas na proa e duas na popa, em ambos os casos com uma torre sobreposta à outra. A bateria secundária tinha doze canhões de duplo-propósito calibre 38 de 127 milímetros em seis torres de artilharia duplas. Duas ficavam na linha central à proa e à ré da superestrutura, enquanto as outras quatro ficavam nas laterais da superestrutura. A bateria antiaérea tinha 28 canhões Bofors de 40 milímetros em quatro montagens quádruplas e seis duplas, mais dez canhões Oerlikon de 20 milímetros em montagens únicas.
O cinturão principal de blindagem do Atlanta tinha uma espessura que variava de 89 a 127 milímetros, com a seção mais espessa ficando à meia-nau, onde protegia os depósitos de munição e as salas de máquinas. Seu convés blindado tinha 51 milímetros de espessura. As torres de artilharia principais eram protegidas com uma frente de 170 milímetros e laterais e teto de 76 milímetros, ficando em cima de barbetas que tinham 152 milímetros de espessura. Sua torre de comando tinha laterais de 127 milímetros.

## História

### Segunda Guerra

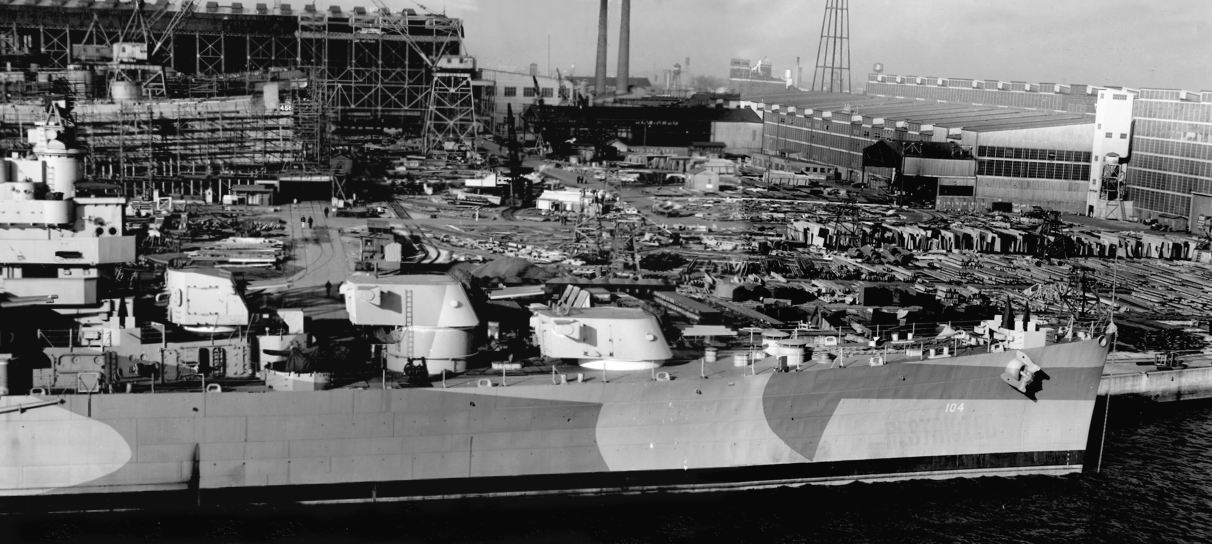
O Atlanta durante seu processo de equipagem em 22 de novembro de 1944

O batimento de quilha do Atlanta ocorreu em 25 de janeiro de 1943 nos estaleiros da New York Shipbuilding Corporation em Camden, em Nova Jérsei. Foi lançado ao mar em 6 de fevereiro de 1944, quando foi batizado pela escritora Margaret Mitchell, autora de Gone with the Wind; Mitchell também tinha sido a madrinha do USS Atlanta anterior. Foi comissionado em 3 de dezembro. O navio embarcou em 5 de janeiro de 1945 para seu cruzeiro de testes na Baía de Chesapeake e depois ao sul no Mar do Caribe. Terminou seu cruzeiro de treinamento oficial em 14 de fevereiro em Norfolk, na Virgínia. Navegou em seguida para a Filadélfia, na Pensilvânia, a fim de passar por manutenção, partindo em 27 de março para se juntar à Guerra do Pacífico. O Atlanta passou no caminho pela Baía de Guantánamo em Cuba e atravessou o Canal do Panamá, chegando em 18 de abril em Pearl Harbor, no Havaí. Realizou exercícios de treinamento até 1º de maio, partindo doze dias depois para se juntar à Força Tarefa 58 em Ulithi.
O Atlanta foi designado como escolta dos porta-aviões, que operaram próximos de Okinawa de 22 a 27 de maio. Suas aeronaves atacaram várias posições japonesas na área em preparação para a iminente invasão de Okinawa. A frota foi atingida por um grande tufão em 5 de junho e vários navios foram danificados, incluindo o Atlanta. Ele foi destacado em 13 de junho e enviado para a Baía de São Pedro nas Filipinas para passar por reparos. Chegou no dia seguinte e os trabalhos duraram até o final do mês. O cruzador partiu em 1º de julho e voltou para a força tarefa, nesta altura redesignada como a Força Tarefa 38. O Atlanta foi colocado na unidade subordinada Grupo de Tarefas 38.1, novamente encarregado de escoltar os porta-aviões. Esta na época consistia em cinco porta-aviões, três couraçados, quatro outros cruzadores e vários contratorpedeiros. Os porta-aviões realizaram vários ataques contra o arquipélago japonês pelas semanas seguintes, com o Atlanta também participando de bombardeios litorâneos no mesmo período.
O navio foi temporariamente transferido em 18 de julho para o Grupo de Tarefas 35.4 junto com seus irmãos USS Topeka, USS Duluth e USS Dayton, mais oito contratorpedeiros. Eles foram encarregados de fazer uma varredura noturna do litoral japonês à procura de navios mercantes, mas não encontraram alvos significativos. O Atlanta estava em patrulha próximo do litoral da ilha de Honshū em 15 de agosto quando o Japão se rendeu. A embarcação entrou na Baía de Sagami em 27 de agosto junto com o resto da Força Tarefa 38 a fim de iniciarem as preparações formais para a cerimônia de rendição do Japão, que ocorreu em 2 de setembro a bordo do couraçado USS Missouri. O cruzador entrou na Baía de Tóquio em 16 de setembro durante as fases iniciais da ocupação do Japão. No dia 30 partiu de volta para os Estados Unidos transportando mais de quinhentos passageiros. Ele passou por Guam no caminho até Seattle, em Washington, onde chegou em 24 de outubro. Em seguida navegou para o sul até Los Angeles, na Califórnia, a fim de passar por uma grande manutenção. O Atlanta foi condecorado com duas estrelas de batalha por seu breve serviço na Segunda Guerra Mundial.

### Pós-guerra

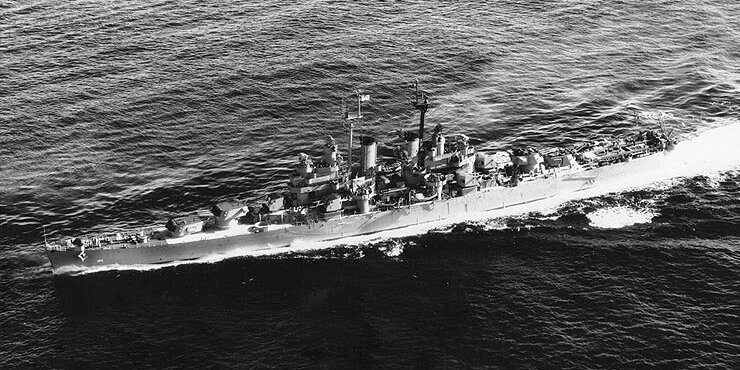
O Atlanta no Oceano Pacífico à caminho da Austrália em 13 de maio de 1947

O Atlanta deixou a Califórnia em 3 de janeiro de 1946 e seguiu para Sasebo, no Japão. Pelos seis meses seguintes viajou pelo Sudeste Asiático, visitando vários portos estrangeiros como Manila nas Filipinas; Qingdao e Xangai na China; Okinawa, Nagasaki, Kagoshima e Yokosuka no Japão; e Saipã nas Ilhas Marianas. O navio voltou para Los Angeles em 27 de junho, no caminho passando por Guam. Foi para o Estaleiro Naval de Hunters Point em São Francisco, também na Califórnia, dois dias depois para passar por várias reformas. Deixou o local em 8 de outubro com o objetivo de realizar testes marítimos próximo de San Diego, mais ao sul na estado. O Atlanta operou na região até fevereiro de 1947, quando partiu no dia 23 para participar de exercícios de treinamento com outros navios no Havaí. Depois disso juntou-se à Força Tarefa 38 para visita à Austrália, deixando Pearl Harbor em 1º de maio. As embarcações tiveram uma longa estadia em Sydney até partirem no dia 27 para voltarem para casa. Eles pararam no caminho em Guadalcanal e Tulagi nas Ilhas Salomão e em Guam, chegando em Los Angeles em 28 de julho.
O cruzador participou nas semanas seguintes de uma série de exercícios realizados próximos do litoral da Califórnia. Retornou para Pearl Harbor em 28 de setembro em preparação para mais uma viagem pela região do Sudeste Asiático. Nesta viagem novamente parou nas cidades de Yokosuka e Qingdao, mas também passou por Keelung na China, Hong Kong e Singapura. Deixou a região em 27 de abril de 1948, parando no caminho de volta em Kwajalein nas Ilhas Marshall e depois em Pearl Harbor até chegar em San Diego em 19 de maio. O Atlanta retomou suas manobras de treinamento próximo de San Diego, mas neste período também realizou um breve cruzeiro até Juneau, no Alasca, que durou de 29 de junho a 6 de julho. O navio embarcou um contingente de reservistas navais no início de fevereiro de 1949 para curtos cruzeiros de treinamento entre San Diego e São Francisco. Foi para o Estaleiro Naval da Ilha Mare em Vallejo em 1º de março com o objetivo de ser preparado para ser transferido para a Frota de Reserva. O Atlanta foi descomissionado em 1º de julho e designado para a Frota de Reserva do Pacífico. Permaneceu nesta até ser removido do registro naval em 1º de outubro de 1962.

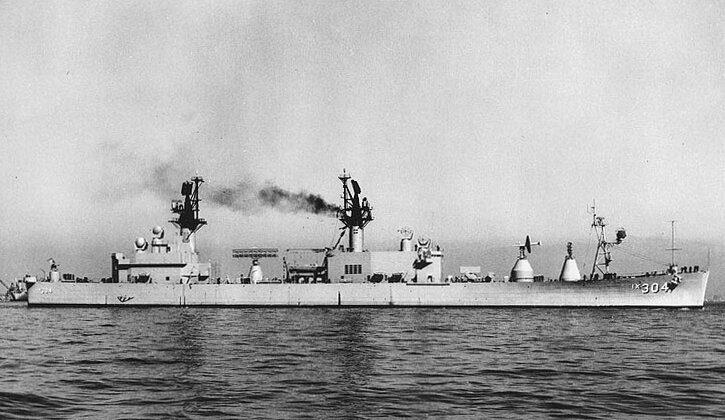
O Atlanta em 1964 após sua conversão

A Marinha dos Estados Unidos decidiu usar o Atlanta como um navio de teste de armamentos em vez de desmonta-lo. Foi levado para o Estaleiro Naval de Hunters Point a fim de ser amplamente reconstruído. Seu convés superior, armamentos e superestrutura foram removidos e várias estruturas experimentais foram instaladas; estas tinham a intenção de serem implementadas na próxima geração de contratorpedeiros e fragatas de mísseis guiados. O objetivo era usar o Atlanta em testes de resistência dessas estruturas contra vários tipos diferentes de explosões. Foi restituído ao registro naval em 15 de maio de 1964 com o número de casco IX-304. Foi sujeito à três testes no início de 1965, designados Operação Chapéu de Marinheiro, que o danificaram mas não o afundaram. Em seguida foi atracado inativado em Stockton, na Califórnia, onde permaneceu pelos cinco anos seguintes. Foi novamente removido do registro naval em 1º de abril de 1970 e afundado como alvo de tiro próximo da Ilha de San Clemente em 1º de outubro.